# 6424 Ando
6424 Ando (1994 EN3) là một tiểu hành tinh vành đai chính được phát hiện ngày 14 tháng 3 năm 1994 bởi Endate, K., Watanabe, K. ở Kitami.